# Église Saint-Maurice de Conflans-sur-Lanterne
Pour les articles homonymes, voir Église Saint-Maurice et Saint-Maurice.
L'église Saint-Maurice est une église catholique située à Conflans-sur-Lanterne, en France.

## Localisation
L'église est située sur la commune de Conflans-sur-Lanterne, dans le département français de la Haute-Saône.

## Historique
L'édifice est inscrit au titre des monuments historiques en 1988.

## Galerie d'images

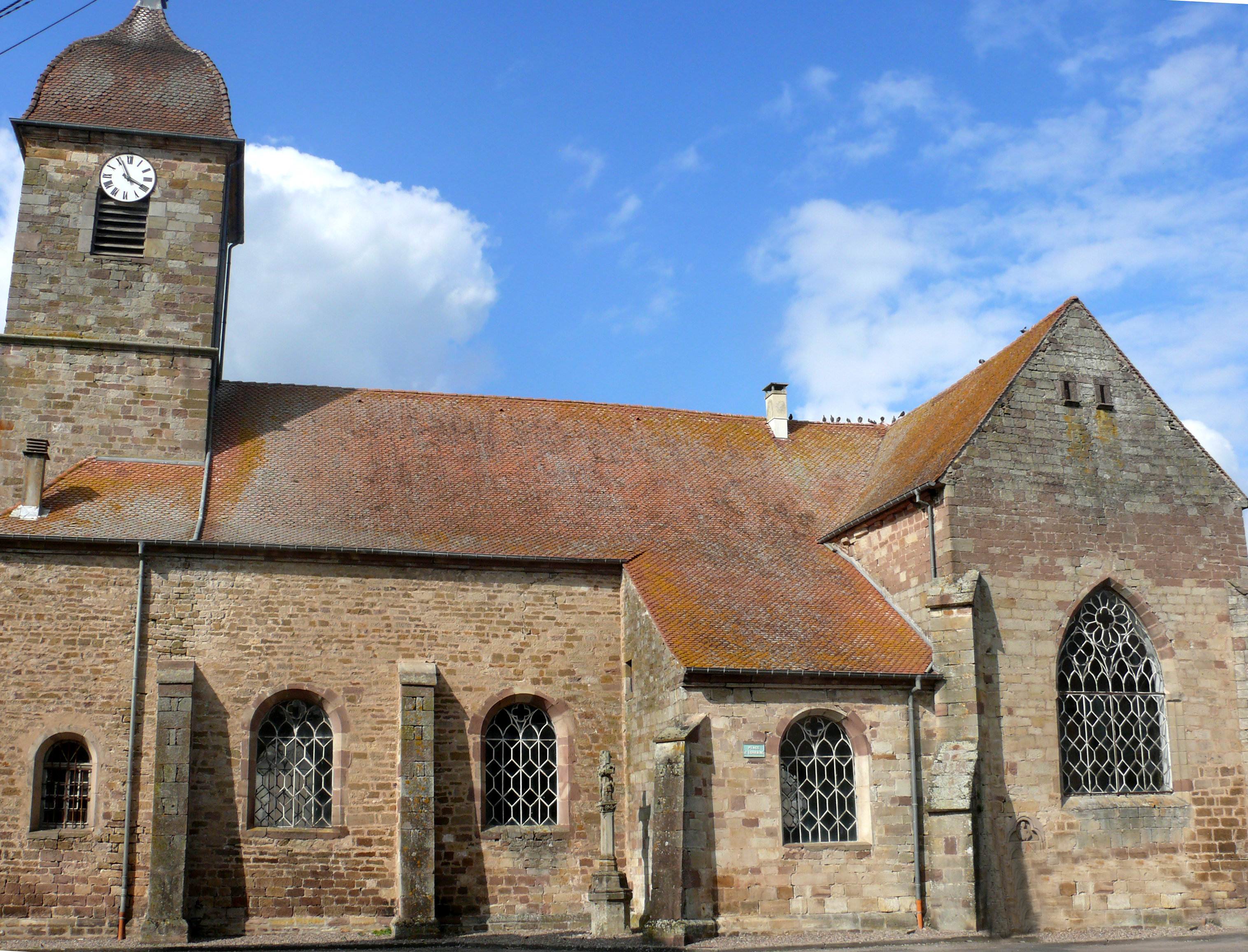
Le flanc
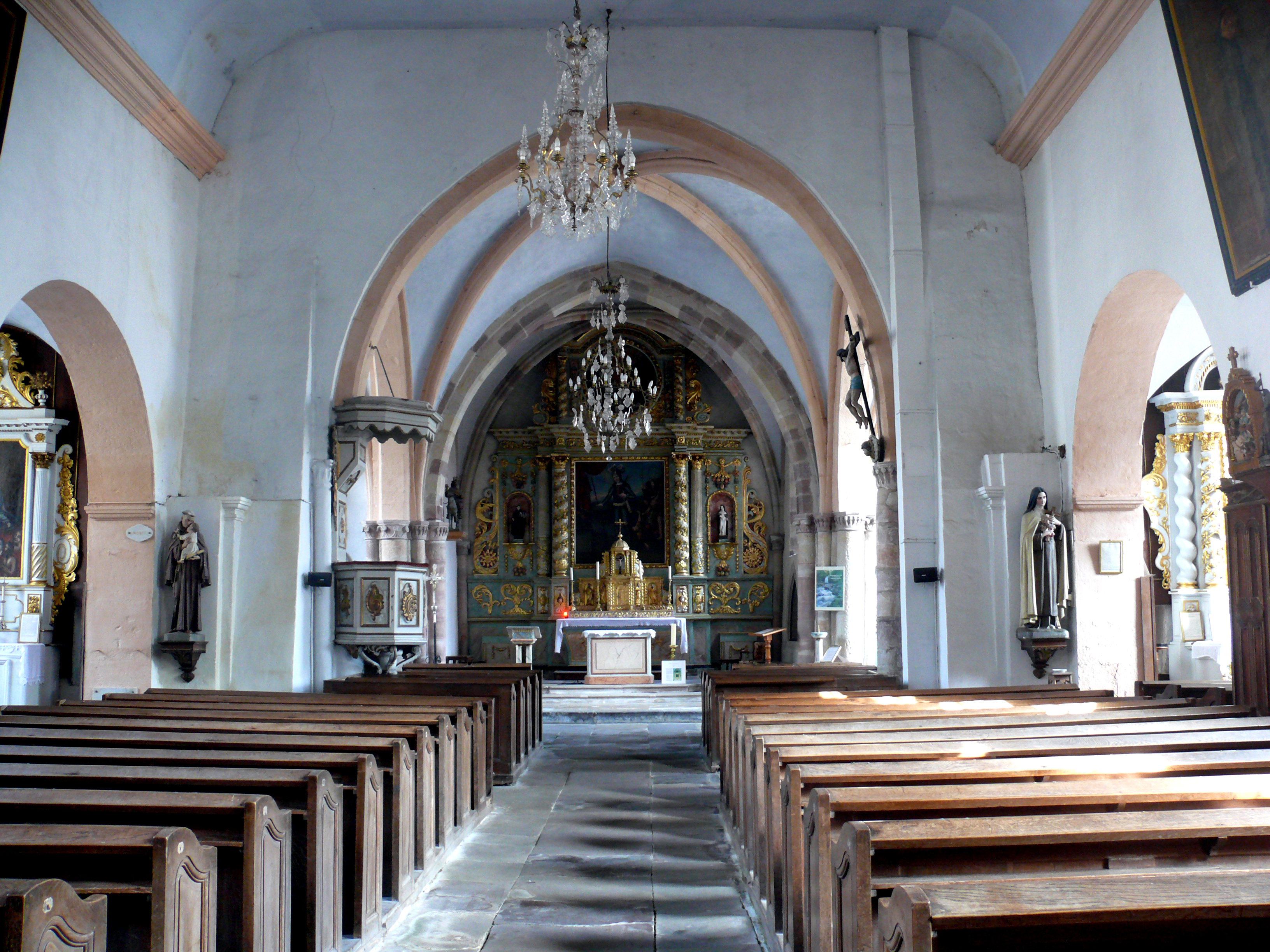
La nef et le chœur
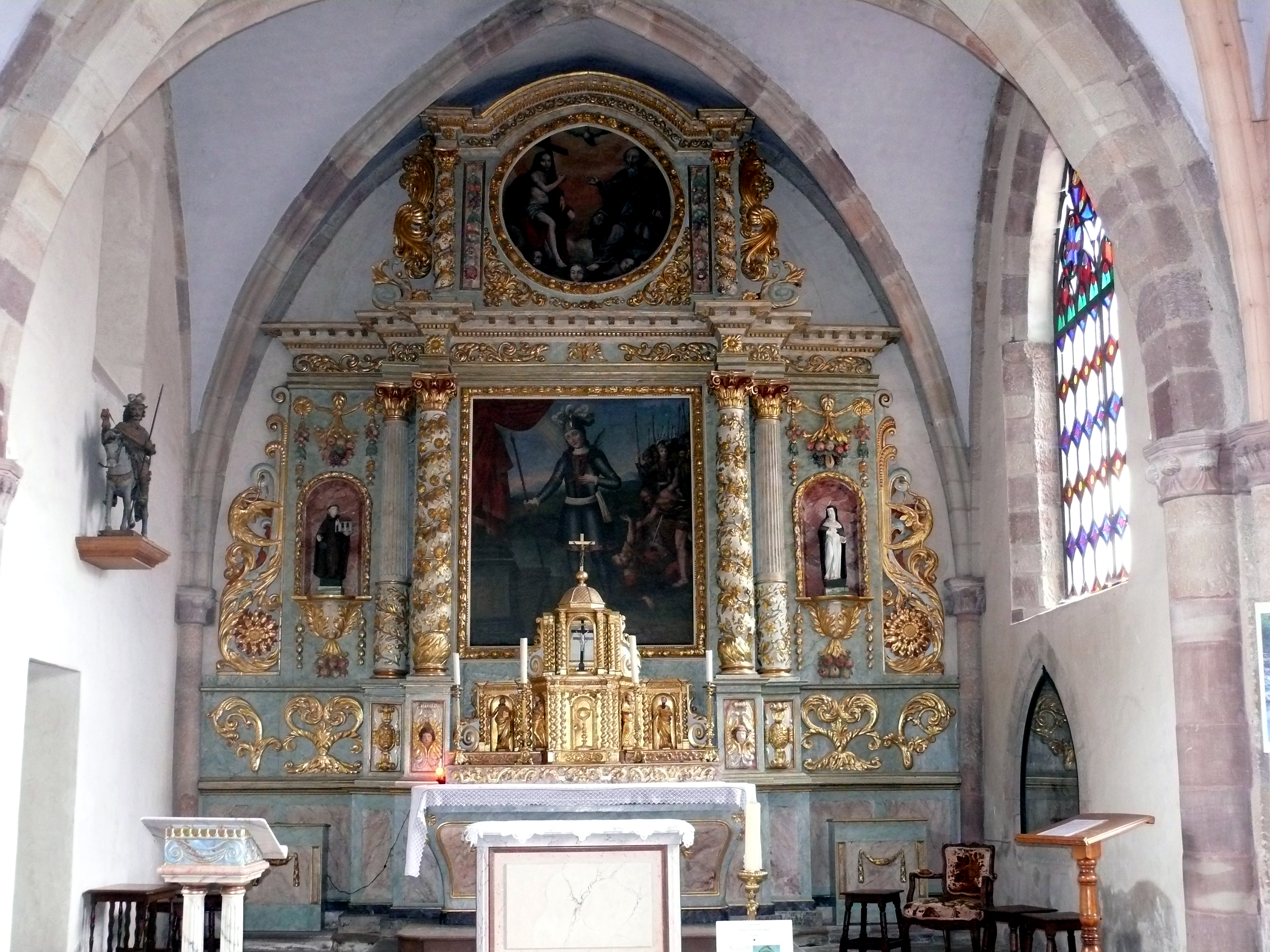
Le chœur